# Тютюнопушене
Тютюнопушенето е вдишване (най-често през устата) на дим от тлеещи тютюневи листа, чрез което се приема никотин. Хората, практикуващи тютюнопушене, се наричат „пушачи“. Прекомерното тютюнопушене води до никотиново пристрастяване и привикване, затова то се счита за наркомания.

## История на тютюнопушенето
Има сведения за практикуването му в много различни култури по света. Тютюнът е култивиран и използван за пушене в Америка поне от 5000 години. Началото се свързва с Централна Америка – онези части от Андите, които днес са част от Перу и Еквадор. Пушенето на канабис в Индия се е практикувало повече от 4000 години. В началото пушенето се развива, като част от някои религиозни церемонии. След завладяването на Америка от европейците, тютюнопушенето се разпространява по цял свят като форма на развлечение.
Отношението към пушенето е варирало през годините в различните части на света. Приемано е и като изтънчено, и като вулгарно занимание, и като възвишена, и като греховна практика.

## Зависимост от тютюнопушене

### Действие на никотина
Неотдавнашни изследвания  показват, че никотинът увеличава нивото на допамин в главния мозък и е фактор на удоволствие при тютюнопушене. Никотинът е и най-ключовият пристрастяващ елемент в процеса на тютюнопушенето. Друго изследване показва, че пушачите по-лесно задържат вниманието си и имат по-добра памет по време на умора, отколкото непушачите. Също така леко понижава тревожността.
При пушене голяма част от никотина се пиролизира, но дори присъствие на малки количества в организма може да предизвика соматични и психотропни ефекти, в това число и никотинна зависимост (никотинизъм). Тази зависимост е по-силна от зависимостта от кофеинa и марихуаната, но по-малка от тази от алкохола, кокаина и хероина. Приемането на никотин може да доведе до по-бързо опиянение при употреба на алкохол или по-добро усвояване на кофеин или други ободряващи вещества. Според канадския професор Дженифър О'Лофлин повечето редовни пушачи развиват никотинова зависимост 5 месеца след започването.

## Тютюневи продукти и принадлежности
Наргиле
Лула
Пура
Цигара, фас
Цигаре
Бонг
Пепелник

## Здравни аспекти и последствия от тютюнопушенето

### Въздействие върху вътрешните органи
Пушенето води до изразено изменение на вътрешните органи. Най-често се засягат органите, свързани с дишането, сърдечно-съдовата система, храносмилането и др. Редовните пушачи боледуват от рак на белите дробове много по-често, отколкото непушачите. За основен причинител се приемат канцерогенните съставки на тютюневите смоли (катрани) – радон, бензопирен и нитрозамин. Никотинът не е канцерогенна съставка. Пушенето увеличава вероятността за поява на рак на храносмилателните органи и на устната кухина. Рискът от инфаркт е по-висок от този на непушачите.
Смята се, че пушенето увеличава значително риска от Алцхаймер и деменция.

### Външни отрицателни последствия
Външни негативни последствия могат да бъдат: пожълтели зъби и мустаци, неприятен дъх, неприятен вкус, притъпено мирисоусещане, суха кожа на лицето, пожълтяване на пръстите и дланите, безсъние и др.

### Пасивно пушене
Вдишването на тютюнев дим от хора, които не практикуват тютюнопушене, се нарича пасивно тютюнопушене. Пасивните пушачи са изложени на същите здравни рискове, като активните пушачи.

## Забрани, свързани с тютюнопушене на обществени места
Първата държавна програма за борба с тютюнопушенето в световен мащаб е въведена в Нацистка Германия.

### Забрана за пушене в България
Със Закона за здравето принципно е забранено тютюнопушенето на закрити обществени места, като изключенията са регламентирани в Наредба за условията и реда, при които се допуска тютюнопушене в закрити обществени места и в сградите с обособени работни места, приета от Министерския съвет с Постановление № 264 от 9 ноември 2011.

### Забрани, въведени в други държави
Единствената страна в света, напълно забранила тютюнопушенето и търговията с тютюн, е Бутан.

### Други забрани
Почти всички самолетни компании забраняват пушенето по време на полети.